# The Neville Brothers
The Neville Brothers is een R&B-groep die gospel, soul, funk en pop speelt. De groep werd opgericht in 1977 in New Orleans (Louisiana), nadat The Meters, waar de broers Art en Cyril Neville deel van uit maakten, met George Landry en zijn Mardi Gras-indiaanse groep, en met Charles en Aaron Neville een album gemaakt hadden onder de naam The Wild Tchoupitoulas.

## De leden
De Neville familie is een van de vele muzikale families uit New Orleans, naast andere bekende families uit New Orleans zoals  de families Barbarin, Marsalis en Battiste. Hun vader was Arthur Neville Sr., hun moeder Amelia Landry, een zus van George "Big Chief Jolly" Landry. De vier broers, allen geboren in New Orleans waren:
- Art(hur) Neville (ook wel Poppa Funk) (1937-2019)
- Charles Neville (1938-2018)
- Aaron Neville (24 januari 1941)
- Cyril Neville (10 oktober 1948)

hun neef is
- Ivan Neville (19 augustus 1959), de zoon van Aaron. In 1979 werkte hij al mee aan de Neville Brothers single " Sweet Honey Dripper / Dance Your Blues Away".

## Geschiedenis
Voordat The Neville Brothers werd opgericht hadden de broers al een carrière achter de rug en ook al onder diverse namen samengespeeld. Art richtte de band The Hawketts tijdens zijn highschoolperiode op. The Hawketts hadden een grote hit met "Mardi Gras Mambo" in 1954. In 1967 formeerde hij "Art Neville & the Sounds", waarin zowel Aaron and Charles zaten. Daarna richtte Art de band The Meters op, samen met George Porter Jr., Joseph (Zigaboo) Modeliste en Leo Nocentelli. In 1975 werd Cyril Neville gevraagd om met de Meters mee te gaan spelen. In 1966 had Aaron een solo-hit op het Par Lo label met "Tell It Like It Is".

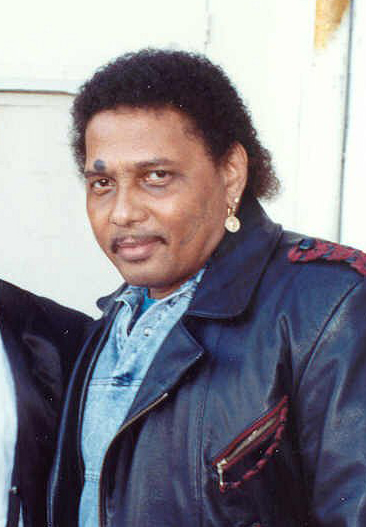
Aaron Neville

Charles begon op zijn twaalfde saxofoon te spelen in een schoolband genaamd "Turquoise while teenagers". Ook speelde hij mee met The Hawketts. Toen hij vijftien was verliet hij school en ging Charles toeren met Gene Franklin & the Houserockers. Dit was een soort reizende variétéshow. Na afloop van de toer keerde Charles terug naar New Orleans en speelde daar in de "Dew Drop Inn", een bij een hotel behorende bekende nachtclub. Van 1956 tot 1958 was Charles bij de marine en speelde hij in een lokaal bandje in Memphis. Daar kwam hij B.B. King tegen en ze werden goede vrienden. Charles verliet de marine en ging weer terug naar New Orleans waar hij naar de universiteit ging. Maar hij miste de muziekindustrie en ging weer toeren. Tijdens deze periode raakte hij verslaafd aan heroïne en kwam een paar keer in de gevangenis terecht vanwege het bezit van marihuana. Daarna ging hij naar New York en speelde samen met onder anderen Johnny Taylor, Clarence Carter en O.V. Wright.

## The Wild Tchoupitoulas
George "Big Chief Jolly" Landry. Landry was een oom van de broers. Hij had autochtoon Amerikaanse wortels in de (Choctaw)stam. Hij vroeg de broers in 1976 om mee te werken aan een album met Mardi Gras-indiaanse muziek. Onder de naam "The Wild Tchoupitoulas" namen zij een eponiem album op met zang in de indiaanse "call-and-response"stijl. Het album werd geproduceerd door Allen Toussaint, maar was financieel geen succes. Door de kritiek werd het album en de stijl echter goed ontvangen en moedigde de vier gebroeders Neville aan om als groep samen te blijven optreden.

## The Neville Brothers
De broers wisten dat hun ouders graag wilden dat ze samen gingen werken. Nadat ze het album samen met hun oom hadden opgenomen, richtten ze in 1977 de eigen groep op onder de naam The Neville Brothers. Voor iedereen werd de droom eindelijk waarheid, met Art op piano, Charles op de saxofoon, Cyril op de conga's en Aaron als zanger. Ze kregen een contract bij Capitol, maar die vroegen zich af of de muziek die de broers maakten wel aan zou slaan bij het grote publiek. De muziek met hun complexe vierstemmige zangharmonieën werd geafficheerd als muziek van een discoband en hun eerste plaat, "The Neville Brothers" verkocht daarom niet. Vervolgens werd het contract ontbonden.
De broers hadden een aantal jaren geen platencontract, maar bleven wel toeren, en er kwamen twee live-albums uit met opnames gemaakt in club Tpitina's in New Orleans. In 1987 bracht de groep op het EMI label het album Uptown uit, medewerkende artiesten waren Branford Marsalis, Keith Richards en Carlos Santana. Een van de concerten van de broers werd bezocht door Bette Midler en zij vond hen geweldig. Ze kregen een contract bij A&M Records en namen in 1981 het album "Fiyo On the Bayou" op, een album met veel composities van The Meters. In het achtergrondkoor zaten Cissy Houston en haar jongste dochter. Het album werd slecht verkocht, pas in 1989 durfde A&M het weer aan om een album met de broers te maken: "Yellow Moon", geproduceerd door Daniel Lanois en opgedragen ter nagedachtenis aan:
Mr. and Mrs. Arthur Neville, Sr., George "Big Chief Jolly" Landry, James Black, David Lastie en St. Jude. Het album werd een wereldhit. Zeven van de twaalf liedjes zijn Neville Brothers/The Meters composities, van Bob Dylan zijn de nummers  "With God On Our Side" en "The Ballad Of Hollis Brown" en het album bevat een cover gezongen door Brian Eno van Sam Cookes "A Change Is Gonna Come". De instrumental "Healing Chant" won de Grammy Award for "Best Pop Instrumental Performance" uit 1989.
Daarna maakten ze vooral livealbums en toerden ze als The Neville Brothers. Ze maakten ook studio-albums, maar die overtroffen "Yellow Moon" niet. Toen Art ziek werd, eind jaren negentig, gingen de andere broers hun eigen projecten doen, tot hun reunie in 2004. Ze kregen een contract bij Back Porch Records en maakten het album Walkin' In The Shadow Of Life. Heden ten dage toeren ze over de hele wereld met groot succes. Ivan Neville speelt sinds de laatste jaren mee met de groep.

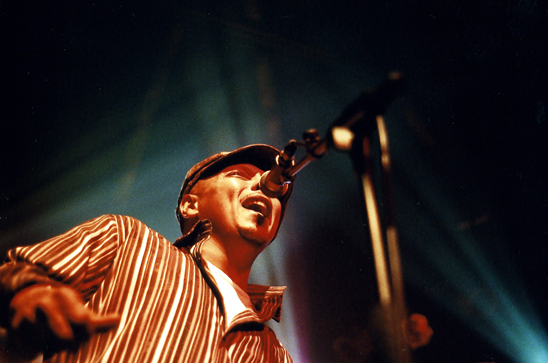
Ivan Neville

## Einde van de groep
De groep ging formeel in 2012 uit elkaar, maar kwam in 2015 weer bij elkaar voor een afscheidsconcert in New Orleans. Charles Neville stierf op 26 april 2018 op 79-jarige leeftijd aan alvleesklierkanker. Art Neville stierf op 22 juli 2019, op 81-jarige leeftijd. Een doodsoorzaak werd niet opgegeven.

## Onderscheiding
- In 1990 kregen The Neville Brothers een Grammy Award in de categorie Best Pop Instrumental Performance voor het liedje "Healing Chant".

## Discografie

### Studio albums
| 1978                                                                                        | The Neville Brothers                    | Capitol        | —   | —  | —  |
| 1981                                                                                        | Fiyo on the Bayou                       | A&M            | 166 | —  | —  |
| 1987                                                                                        | Uptown                                  | EMI            | 155 | —  | —  |
| 1989                                                                                        | Yellow Moon                             | A&M            | 66  | 16 | —  |
| 1990                                                                                        | Brother's Keeper                        | A&M            | 60  | 4  | 35 |
| 1992                                                                                        | Family Groove                           | A&M            | 103 | 11 | —  |
| 1996                                                                                        | Mitakuye Oyasin Oyasin/All My Relations | A&M            | —   | —  | —  |
| 1999                                                                                        | Valence Street                          | Columbia       | —   | —  | —  |
| 2004                                                                                        | Walkin' in the Shadow of Life           | Back Porch/EMI | —   | —  | —  |
| "—" geeft aan dat de plaat ofwel niet uitgebracht was, dan wel de hitlijsten niet bereikte. |                                         |                |     |    |    |

### Live albums
- 1984: Neville-ization (Black Top)
- 1987: Nevillization 2 (Live at Tipitina's Volume 2) (Spindletop)
- 1994: Live on Planet Earth (A&M)
- 1998: Live at Tipitina's (1982) (Rhino)
- 2010: Authorized Bootleg: Warfield Theatre, San Francisco, CA, February 27, 1989 (A&M)

### Compilatie albums
- 1986: Treacherous: A History of the Neville Brothers (1955–1985) (Rhino)
- 1991: Treacherous Too!: A History of the Neville Brothers, Vol. 2 (1955-1987) (Rhino)
- 1997: The Very Best of the Neville Brothers (Rhino)
- 1999: Uptown Rulin' – The Best of the Neville Brothers (A&M)
- 2004: 20th Century Masters – The Millenium Collection: The Best of the Neville Brothers (A&M)
- 2005: Gold (Hip-O/UMe)

### Singles
| Jaar                                        | Single                                        | Piek positie                  | Piek positie | Piek positie | Piek positie | Piek positie | Piek positie | Piek positie | Album                                              |
| Jaar                                        | Single                                        | Hot R&B/Hip-Hop Songs\|US R&B | AUS          | NZ           | NL           | DUI          | IER          | UK           | Album                                              |
| ------------------------------------------- | --------------------------------------------- | ----------------------------- | ------------ | ------------ | ------------ | ------------ | ------------ | ------------ | -------------------------------------------------- |
| 1978                                        | "Washable Ink / Speed of Light"               | —                             | —            | —            | —            | —            | —            | —            | The Neville Brothers                               |
| 1979                                        | "Sweet Honey Dripper / Dance Your Blues Away" | —                             | —            | —            | —            | —            | —            | —            | Non-album single                                   |
| 1981                                        | "Sitting In Limbo / Brother John / Iko Iko"   | —                             | —            | —            | —            | —            | —            | —            | Fiyo on the Bayou                                  |
| 1987                                        | "Whatever It Takes"                           | —                             | —            | —            | —            | —            | —            | —            | Uptown                                             |
| 1989                                        | "Sister Rosa"                                 | 75                            | —            | 23           | —            | —            | —            | —            | Yellow Moon                                        |
| 1989                                        | "Yellow Moon"                                 | —                             | —            | —            | 21           | —            | —            | —            | Yellow Moon                                        |
| 1989                                        | "With God on our side"                        | —                             | —            | —            | 53           | —            | 26           | 47           | Yellow Moon                                        |
| 1990                                        | "A Change Is Gonna Come"                      | —                             | —            | —            | —            | —            | —            | —            | Yellow Moon                                        |
| 1990                                        | "Bird on a Wire"                              | —                             | —            | 5            | —            | 35           | —            | 72           | Brother's Keeper                                   |
| 1990                                        | "River of Life"                               | —                             | —            | —            | —            | —            | —            | —            | Brother's Keeper                                   |
| 1990                                        | "Fearless"                                    | —                             | —            | 40           | —            | —            | —            | —            | Brother's Keeper                                   |
| 1991                                        | "Sons and Daughters"                          | —                             | —            | —            | —            | —            | —            | —            | Brother's Keeper                                   |
| 1991                                        | "Drift Away"                                  | —                             | —            | 19           | —            | —            | —            | —            | Treacherous Too! A History of the Neville Brothers |
| 1992                                        | "Fly Like an Eagle"                           | —                             | 44           | 8            | 66           | —            | —            | —            | Family Groove                                      |
| 1992                                        | "One More Day"                                | —                             | —            | 29           | —            | —            | —            | —            | Family Groove                                      |
| 1992                                        | "On the Other Side of Paradise"               | —                             | —            | —            | —            | —            | —            | —            | Family Groove                                      |
| "—" betekent geen notering of geen release. |                                               |                               |              |              |              |              |              |              |                                                    |

### Gerelateerde albums
- 1976: The Wild Tchoupitoulas
- 1997: Wyclef Jean Presents The Carnival door Wyclef Jean (gastoptreden op "Mona Lisa")